# Prutače
Prutače je naseljeno mjesto u sastavu distrikta Brčko, BiH. Nalazi se jugozapadno od grada Brčko i spada među manja sela u okolici.

## Zemljopis
Selo se nalazi na ravničarskom području Bosanske Posavine, okruženo selima Čande, Ćoseti, Maoča i Gornji Rahić. Klima je umjereno-kontinentalna, pogodna za poljoprivredu.

## Stanovništvo
Prema dostupnim podatcima, broje nekoliko stotina stanovnika. Zbog rata i migracija, broj stanovnika se značajno smanjio, a mnogi danas žive u inozemstvu. 

## Gospodarstvo
Većina stanovnika bavi se poljoprivredom i stočarstvom. Mnogi su zaposleni ili imaju privremeni boravak u inozemstvu. Lokalna privreda je ograničena, a većina usluga dostupna je u obližnjem Brčkom.